# 小行星9070
小行星9070（9070 Ensab）是一颗绕太阳运转的小行星，为主小行星带小行星。该小行星于1993年7月23日发现。

## 轨道参数
小行星9070的轨道半长轴为2.9950852 UA，离心率为0.433。